# Роберт Ланг
Роберт Ланг (чеськ. Robert Lang; нар. 19 грудня 1970, Тепліце) — чеський хокеїст, що грав на позиції центрального нападника. Грав за збірну команду Чехословаччини і збірну Чехії.
Олімпійський чемпіон. Провів понад тисячу матчів у Національній хокейній лізі.

## Ігрова кар'єра
Хокейну кар'єру розпочав на батьківщині 1988 року виступами за команду «Хемопетрол» (Літвінов).
1990 року був обраний на драфті НХЛ під 133-м загальним номером командою «Лос-Анджелес Кінгс». 
Протягом професійної клубної ігрової кар'єри, що тривала 23 роки, захищав кольори команд «Лос-Анджелес Кінгс», «Бостон Брюїнс», «Піттсбург Пінгвінс», «Вашингтон Кепіталс», «Детройт Ред-Вінгс», «Чикаго Блекгокс», «Монреаль Канадієнс» та «Фінікс Койотс».
Загалом провів 1078 матчів у НХЛ, включаючи 91 гру плей-оф Кубка Стенлі.
Виступав за збірні команди Чехословаччини і Чехії.

## Нагороди та досягнення
- Учасник матчу усіх зірок НХЛ — 2004.
- Золота ключка — 2004.
- Бронзовий призер Зимових Олімпійських ігор — 1992.
- Бронзовий призер чемпіонатів світу 1992 та 1997.
- Чемпіон світу 1996.
- Чемпіон Зимових Олімпійських ігор 1998.
- Бронзовий призер Зимових Олімпійських ігор 2006.

## Статистика

### Клубна
| Сезон        | Клуб                    | Ліга         | Регулярний сезон | Регулярний сезон | Регулярний сезон | Регулярний сезон | Регулярний сезон | Плей-оф | Плей-оф | Плей-оф | Плей-оф | Плей-оф |
| Сезон        | Клуб                    | Ліга         | І                | Г                | П                | О                | ШХ               | І       | Г       | П       | О       | ШХ      |
| ------------ | ----------------------- | ------------ | ---------------- | ---------------- | ---------------- | ---------------- | ---------------- | ------- | ------- | ------- | ------- | ------- |
| 1988–89      | «Хемопетрол» (Літвінов) | ЧЕ           | 7                | 3                | 2                | 5                | 0                | 8       | 3       | 3       | 6       | 0       |
| 1989–90      | «Хемопетрол» (Літвінов) | ЧЕ           | 32               | 8                | 7                | 15               | —                | —       | —       | —       | —       | —       |
| 1990–91      | «Хемопетрол» (Літвінов) | ЧЕ           | 56               | 26               | 26               | 52               | 38               | —       | —       | —       | —       | —       |
| 1991–92      | «Хемопетрол» (Літвінов) | ЧЕ           | 43               | 12               | 31               | 43               | 34               | —       | —       | —       | —       | —       |
| 1992–93      | «Лос-Анджелес Кінгс»    | НХЛ          | 11               | 0                | 5                | 5                | 2                | —       | —       | —       | —       | —       |
| 1992–93      | «Фінікс Роадраннерс»    | ІХЛ          | 38               | 9                | 21               | 30               | 20               | —       | —       | —       | —       | —       |
| 1993–94      | «Лос-Анджелес Кінгс»    | НХЛ          | 32               | 9                | 10               | 19               | 10               | —       | —       | —       | —       | —       |
| 1993–94      | «Фінікс Роадраннерс»    | ІХЛ          | 44               | 11               | 24               | 35               | 34               | —       | —       | —       | —       | —       |
| 1994–95      | «Хемопетрол» (Литвинов) | ЧЕ           | 16               | 4                | 19               | 23               | 28               | —       | —       | —       | —       | —       |
| 1994–95      | «Лос-Анджелес Кінгс»    | НХЛ          | 36               | 4                | 8                | 12               | 4                | —       | —       | —       | —       | —       |
| 1995–96      | «Лос-Анджелес Кінгс»    | НХЛ          | 68               | 6                | 16               | 22               | 10               | —       | —       | —       | —       | —       |
| 1996–97      | «Спарта» (Прага)        | ЧЕ           | 38               | 14               | 27               | 41               | 30               | 5       | 1       | 2       | 3       | 4       |
| 1996–97      | «Спарта» (Прага)        | КЄЧ          | 4                | 2                | 2                | 4                | 0                | 4       | 2       | 1       | 3       | 2       |
| 1997–98      | «Бостон Брюїнс»         | НХЛ          | 3                | 0                | 0                | 0                | 2                | —       | —       | —       | —       | —       |
| 1997–98      | «Піттсбург Пінгвінс»    | НХЛ          | 51               | 9                | 13               | 22               | 14               | 6       | 0       | 3       | 3       | 2       |
| 1997–98      | «Х'юстон Аерос»         | ІХЛ          | 9                | 1                | 7                | 8                | 4                | —       | —       | —       | —       | —       |
| 1998–99      | «Піттсбург Пінгвінс»    | НХЛ          | 72               | 21               | 23               | 44               | 24               | 12      | 0       | 2       | 2       | 0       |
| 1999–00      | «Піттсбург Пінгвінс»    | НХЛ          | 78               | 23               | 42               | 65               | 14               | 11      | 3       | 3       | 6       | 0       |
| 2000–01      | «Піттсбург Пінгвінс»    | НХЛ          | 82               | 32               | 48               | 80               | 28               | 16      | 4       | 4       | 8       | 4       |
| 2001–02      | «Піттсбург Пінгвінс»    | НХЛ          | 62               | 18               | 32               | 50               | 16               | —       | —       | —       | —       | —       |
| 2002–03      | «Вашингтон Кепіталс»    | НХЛ          | 82               | 22               | 47               | 69               | 22               | 6       | 2       | 1       | 3       | 2       |
| 2003–04      | «Вашингтон Кепіталс»    | НХЛ          | 63               | 29               | 45               | 74               | 24               | —       | —       | —       | —       | —       |
| 2003–04      | «Детройт Ред-Вінгс»     | НХЛ          | 6                | 1                | 4                | 5                | 0                | 12      | 4       | 5       | 9       | 6       |
| 2005–06      | «Детройт Ред-Вінгс»     | НХЛ          | 72               | 20               | 42               | 62               | 72               | 6       | 3       | 3       | 6       | 2       |
| 2006–07      | «Детройт Ред-Вінгс»     | НХЛ          | 81               | 19               | 33               | 52               | 66               | 18      | 2       | 6       | 8       | 8       |
| 2007–08      | «Чикаго Блекгокс»       | НХЛ          | 76               | 21               | 33               | 54               | 50               | —       | —       | —       | —       | —       |
| 2008–09      | «Монреаль Канадієнс»    | НХЛ          | 50               | 18               | 21               | 39               | 36               | —       | —       | —       | —       | —       |
| 2009–10      | «Фінікс Койотс»         | НХЛ          | 62               | 9                | 20               | 29               | 28               | 4       | 0       | 1       | 1       | 0       |
| Усього в НХЛ | Усього в НХЛ            | Усього в НХЛ | 987              | 261              | 442              | 703              | 422              | 91      | 18      | 28      | 46      | 24      |